# Antoxantiny
Antoxantiny jsou skupinou rostlinných barviv patřící mezi flavonoidy. Patří mezi ně například flavony, izoflavony a flavonoly. Prakticky neabsorbují záření ve viditelné oblasti elektromagnetického spektra a způsobují tak bílou a smetanovou barvu květů. Absorbují však záření v ultrafialové oblasti a lákají proto některé opylovače. Jejich barva se může, podobně jako u antokyanů, měnit v závislosti na pH, i když je tato barevná změna většinou méně patrná.